# Magnanzia, Palladia, Camilla, Massima e Porcaria
Magnanzia, Palladia, Camilla, Massima e Porcaria furono cinque vergini cristiane venerate come sante in alcune località della Borgogna. Una tradizione tarda le dice sorelle, originarie dell'Italia e discepole di Germano d'Auxerre, giunte in Francia per accompagnare il corpo del loro maestro deceduto a Ravenna.

## Storia
Il vescovo di Auxerre Germano si spense alla corte imperiale di Ravenna il 31 luglio 448 e, come attesta il diacono Costanzo di Lione, il suo corpo venne riportato in patria fra l'entusiasmo popolare.
Quattro secoli dopo tale episodio il monaco Heiric, religioso dell'abbazia di San Germano ad Auxerre, narrò nel suo opuscolo in versi sui Miracula sancti Germani che al gruppo di fedeli che scortò la salma del vescovo Germano appartenevano cinque vergini sorelle, che avevano già assistito Germano nelle ultime fasi della sua vita: Magnanzia, Palladia, Camilla, Massima e Porcaria.
Secondo il racconto di Heiric, Magnanzia, Palladia e Camilla morirono durante il viaggio, prima di giungere ad Auxerre, e sulle loro tombe sorsero delle chiese e i villaggi di Sainte-Magnance, Sainte-Pallaye ed Escolives-Sainte-Camille.
Una Vita anonima riferisce che Magnanzia era originaria di Civitavecchia e narra che la pietra che nascondeva la sua tomba, che aveva la proprietà di essere calda in inverno e fresca in estate, era utilizzata come sedile dai pastori: sarebbe stato proprio uno di questi, avvertito in sogno dalla santa, a scoprirne la presenza; il suo culto fu propagato dai monaci di Moutiers-Saint-Jean, dai quali dipendeva il priorato di Sainte-Magnance. Il corpo di Sainte-Magnance è conservato in un sepolcro di pietra con decorazioni del XII secolo e il 22 luglio 1823 ci fu una ricognizione delle reliquie.
Il corpo di Palladia è conservato in un sepolcro nella cripta della chiesa di Sainte-Pallaye, mentre quello di Camilla fu bruciato dai protestanti durante le guerre di religione.
Porcaria, dopo aver assistito al funerale di Germano, rimase nella regione e dopo la sua morte fu sepolta a una ventina di chilometri a nord-est di Auxerre: sulla sua tomba fu edificata la chiesa che trasse il titolo dal suo nome e attorno alla quale si sviluppò il borgo di Sainte-Porcaire, ricordato anche nel documento di fondazione dell'abbazia cistercense di Pontigny.
Massima morì probabilmente ad Auxerre e le sue reliquie furono conservate nell'abbazia di San Germano fino al 1567, quando furono profanate e disperse dagli ugonotti.
Considerando che i documenti più antichi e autorevoli (la Vita sancti Germani di Costanzo, le Gesta episcoporum Autissiodorensium) ignorano l'episodio delle vergini sorelle che accompagnarono il corpo di Germano da Ravenna ad Auxerre, si ritiene che l'esistenza delle sante sia storica ma che il collegamento tra queste e il vescovo sia stato creato da Heiric.

## Culto
Il culto di queste sante ha sempre avuto un carattere locale. Le sante Magnanzia e Massima sono commemorate in arcidiocesi di Sens il 26 novembre, santa Camilla il 3 marzo e nel XIV e XV secolo i libri liturgici della diocesi di Auxerre fissavano all'8 ottobre la festa delle sante Palladia e Porcaria.